# Једном давно
Једном давно (енгл. Once upon a time) је америчка ТВ серија која је премијерно приказана 23. октобра 2011. године, на АБЦ каналу, и завршена је последњом епизодом 18. маја 2018. године. Радња се одвија у измишљеном приморском граду Сторибруку, Мејну, чији су становници ликови из разних бајки, премештених у "стваран свет", којима су уз помоћ магичне клетве одузета њихова права сећања. Епизоде се обично примарно одвијају у Сторибруку, али постоји и секундарна прича из друге тачке гледишта на животе ликова пре него што је дошло до моћног проклетства.
У серији су позајмљени елементе и ликови из Дизнијевих филмова и популарних западњачких бајки, укључујући између осталог приче: Ивица и Марица, Рамплстилскин (Цвилидрета), Црвенкапа, Краљевић и просјак, Чаробњак из Оза, Снежана и Седам патуљака, Пинокио, Пепељуга, Петар Пан, Успавана лепотица, 101 далматинац, Мач у камену, Робин Худ, Мала Сирена, Лепотица и звер, Херкулес, Мулан, Храбра Мерида и Залеђено краљевство.
Једном давно су створили писци који су написали сценарио за серије Изгубљени и Трон: Наследство, Едвард Китсис и Адам Хоровиц Серија Некада давно у земљи чуда, која наставља причу оригиналне Једном давно пратећи јунакињу из Алисе у земљи чуда, састоји се од 13 епизода. Премијерна епизода је приказана 10. октобра 2013, а закључна 3. априла 2014.

## Преглед серије
Серија се одвија у измишљеном приморском граду Сторибрук, у којем су становници заправо ликови из разних бајки и других прича који су транспортовани у град у "стварном свету", где им је зла краљица Реџина (Лана Парила) украла њихова права сећања, користећи моћно проклетство добијено од Рамплстилскина (Роберт Карлајл). Становници Сторибрука, где је Реџина градоначелница, живели су 28 година несвесни сопственог недостатка старења. Једина градска нада лежи у особи која се зове Ема Свон (Џенифер Морисон), ћерка Снежане (Џинифер Гудвин) и шармантног принца (Џош Далас) која је била транспортована из Зачаране шуме у наш свет уз помоћ чаробног ормара као дете пре него што је могла бити проклета. Као таква, она је једина особа која може да разбије клетву и врати ликовима њихова изгубљена сећања. У томе јој је помагао њен син, Хенри (Џерад С. Гилмур), са којим се недавно спојила, након што га је дала на усвајање по његовом рођењу, и његова књига са бајкама  Некада давно која садржи кључ који разбија клетву. Хенри је такође усвојен Реџинин син.
Епизода уобичајено има један сегмент који детаљише ликову прошлост, где се приказивањем, дода део слагалице о лику и повезаности догађаја са клетвом и њеном последицом. Други, приказ у садашњости, прати сличан образац са другачијим догађајем али нуди сличну завршницу.

### Сезона 1 (2011—12)
Премијера прве сезоне серије Некада давно била је 23. октобра 2011. Сезона почиње тако што зла краљица прекида венчање од Снежане и шармантног принца да би објавила да ће бацити клетву на све људе, и да ће остати једино она која ће имати срећан крај. Већина ликова из бајке су пребачени у град Сторибрук, где су им одузета њихова права сећања и идентитети ликова из бајки. На Емин 28. рођендан, њен биолошки син Хенри Данијел Милс је доводи у Сторибрук у нади да ће разбити клетву коју је бацила његова маћеха, зла краљица Реџина.

### Сезона 2 (2012—13)
Премијера друге сезоне серије била је 30. септембра 2012. Упркос томе да је Ема разбила клетву, ликови се не враћају у свет бајки, и морају да се носе са својим двоструким идентитетом. Господин Голд је увео магију у Сторибрук и од тада судбине два света постају испреплетени, а јављају се и нове опасности од Капетана Куке (Колин О’Доногуе), појављује се Реџинина мајка Кора Милс (Барбара Херши), такође позната и као краљица Срца, и злобни оперативци из нашег света жељни да униште магију.

### Сезона 3 (2013—14)
Премијера треће сезоне је била 29. септембра 2013. Трећа сезона је подељена на два дела, са првих 11 епизода које су трајале од септембра до децембра 2013. и касније друга половина од марта до маја 2014. У првом делу, главни ликови путују у Недођију да спасу Хенрија, којег је киднаповао Петар Пан (Роби Кеј) са планом да од њега добије "Срце оног који највише верује". Њихова борба са Паном наставља се у Сторибруку, која на крају доводи до потпуног укидања клетве. Сви ликови су се вратили у своје праве светове из бајки, остављајући Ему и Хенрија да побегну у Њујорк.
У другом делу ликови су се мистериозно вратили назад у обновљени Сторибрук, а њихова сећања су обрисана за целу протеклу годину, а љубоморна зла вештица са Запада (Ребека Медер) из земље Оза појавила се са планом да промени прошлост. Поново, Ема треба да спаси своју породицу.

### Сезона 4 (2014—15)
Премијера четврте сезоне је била 28. септембра 2014. Нова прича укључује елементе из Залеђеног краљевства када је откривено путовање кроз време, догађаји из претходне сезоне воде до случајног доласка Елсе (Џорџина Хаиг) из прошлости из Зачаране шуме у садашњост у Сторибруку. Док је она у потрази за својом сестром Аном (Елизабет Лаил) уз помоћ главних ликова, они наилазе на Ингрид Снежну краљицу (Елизабет Мичел), у Сторибруку. У међувремену Реџина тражи аутора Хенријеве књиге Некада давно, па да и она коначно може да добије свој срећан крај. Међутим, Господин Голд уз помоћ Круеле Де Вил (Викторија Смарфит), Грдане (Кристин Бауер ван Стратен) и Урсуле (Мерин Данги) има свој план да промени правила која одређују судбине свих јунака и зликоваца. Хенри и Ема се труде да поврате стварност и истину пре него што уврнута стварност постане трајна. Међутим, цена свега тога има коначну жртву.

### Сезона 5 (2015—16)
Пета сезона је отпочела са приказивањем 7. маја 2015. а премијера је била 27. септембра 2015. године. Ликови су кренули у потрагу за Чаробњаком Мерлином у Камелот, како би ослободили Ему од таме која прети да уништи све. Да закомпликује ствари, Краљ Артур (Лиам Гариган) је одлучан да заувек измени равнотежу између светлости и таме користећи легендарни мач Екскалибур. Као што се историја и судбина сударају, неочекиване последице воде ликове у Подземни свет где наилазе на оне са недовршеним пословима у животу и морају се суочити са Хадом (Грег Герман).

## Улоге и ликови
- Џинифер Гудвин као Снежана/Мери Маргарет Бланчард.[4] Гудвин је изјавила да је одувек желела да глуми Снежану и да је без размишљања прихватила улогу.[5] Китсис и Хоровиц су рекли да су велики фанови Гудвинове претходне серије, Велика љубав, и док су развијали лик Снежане, имали су Џинифер Гудвин на уму.
- Џенифер Морисон као Ема Свон/Мрачна Свон.[6] Ћерка Снежане и шармантног принца[7], скупљач старих аукцијских обвезница[8] и биолошка мајка Хенрија Милса.[8] Морисон је описала свог лика на почетку прве сезоне као „сломљен, оштећен и овоземаљски“. Током четврте сезоне, Ема упија моћ Мрачног у себе да би спасила Реџину.[9]
- Лана Парија као Зла краљица/Реџина Милс[10]/Зла краљица из Серума/Зла краљица из Земље Жеља/Рони. На почетку серије, Реџина је градоначелница Сторибрука и живи са својим усвојеним сином Хенријем. Она је бацила клетву на остале становнике да забораве своју праву прошлост из бајки.
- Џош Далас као сиромах/шармантни принц/Давид Нолан.[11] Вођа ратног савета у Зачараној шуми који се нашао у коми у Сторибруку. На почетку је познат само као Џон До[12] у Сторибруку, јер је био у коми и нико није знао како се зове, али он се временом опоравио и открио да се зове Давид Нолан.[13] Креатори серије такође преплићу историју шармантног принца са причом Краљевић и просјак, са Даласом који глуми обе стране, и оригиналног краљевића, а и просјака који је заменио свог брата након што је убијен. Због ове историје, Далас је пробао да отелотвори "сеоски" осећај у лику како би га приближио гледаоцима. На питање шта чини шармантног принца различитим од оних пре њега, Далас је објаснио: „Он је још увек човек са истим емоцијама као и сваки други човек. Он је принц, али он је принц људи. Он испрља своје руке. Он је добио краљевство које треба да води. Он има породицу коју треба да заштити. Он гаји епску љубав према Снежани. Он је као и свако други. Он је човек“.
- Џеред С. Гилмор као млади Хенри Милс/Сер Хенри (Земља Жеља) (главни сезона 1-6, понавља се у сезони 7). Усвојени син Реџине Милс и биолошки син Еме Свон.
  - Ендру Џ. Вест као одрасли Хенри Милс (гост у сезони 6, главни у сезони 7)
- Рафаел Сбарџ као Цврчак Џимини/Др. Арчи Хопер (главни лик у сезони 1)
- Џејми Дорнан као Ловац/Шериф Грејам (главни у сезони 1; гост у сезони 2)
- Роберт Карлајл као Цвилидрета/Звер/Крокодил/Господин Голд/Цвилидрета из Земље Жеља/Вивер
- Ајон Бејли као Пинокио/Аугуст Бут (главни у сезони 1; гост у сезони 2; понавља у сезони 4)
- Емили де Равин као Бел (понавља у сезони 1; главни сезона 2-6; понавља се у сезони 7)[14]
- Меган Ори као Црвенкапа/Вук/Руби (понавља у сезони 1,3,5,[15] главни у сезони 2)
- Мајкл Рејмонд-Џејмс као Белфајр/Нил Цесиди (понавља у сезони 2; главни у сезони 3; гост у сезони 5[16])
- Колин О’Донохју као Капетан Килијен "Кука" Џонс/Кука из Земље Жеља/Роџерс (главни од сезоне 2)
- Мајкл Соча као Вил Скарлет (главни у сезони 4)
- Ребека Мадер као Опака Вештица са Запада/Зелина (понавља у сезони 3, 4; главна у сезони 5)
- Шан Мегвајер као Робин Худ (понавља у сезони 3, 4; главни у сезони 5; понавља се у сезони 6; гост у сезони 7)

## Развој и продукција

### Замисао
Адам Хоровиц и Едвард Китсис осмислили су шоу 2004. пре него што су се прикључили у особље Изгубљени, али су желели да сачекају док се та серија не заврши да би могли да се фокусирају на тај пројекат.

Идеја је узети ове ликове које сви колективно познајемо и пронаћи нешто о њима што нисмо раније открили. То је понекад поента приче, понекад је тематска веза, понекад су сличне дилеме које они искусе у оба света. Ми заправо не препричавамо исту причу као из света бајки.

— Продуцент Адам Хоровиц
Осам година пре почетка Некада давно ( њих двојица су управо завршили њихов посао на Фелицити, у 2002), Китис и Хоровиц бивају инспирисани да напишу љубавну бајку о " мистерији и узбудљивости истраживања много различитих светова."
Они су представили премијеру мрежама, али су одбијени због њене фантазијске природе. За то време у Изгубљени, писци су научили да гледају причу из другачијег угла, односно да "адут буде митолошки лик."
Објаснили су,
"као људи, морамо сагледати која је празнина у њиховим срцима и њиховим животима да брину о њима... За нас, ово је више о путовање ликова и поглед на то ста их је покренуло доћи у Сторибрук-кренути ка томе да крену у разбијање клетве
Упркос поређењу и сличностима са Изгубљене, писци праве веома различите серије. За њих, Изгубљени се ради о откупу, док Некада давно је у вези наде. Изгубљени ко аутор Дејмон Линделоф помаже у развоју серије као консултант, али нема званичног учешћа у серији. Китсис и Хоровиц га називају кумом серије. За разлику од приче коју публика већ зна, писци су одлучили да пилота почну са крајем типичне бајке о Снежани. Тема се заснива на породици и мајчинству, за разлику од фокусирања на очинство у Изгубљенима. Китс и Хоровиц пишу о јаким женским личностима, уместо класичних дама у невољи. Хоровиц изражава жељу да представи сваког лика у истом смислу, питајући себе, како учинити ове иконе стварним, учинити их хуманим?
Пилот (1. епизода) је требало да буде предложак за серије. Китсис је потврдио да ће свака недеља садржати флешбекове, из оба света, у смислу да им се свиђа идеја враћања и одласка унапред, и обавештавања шта ликовима недостаје у њиховим животима.
Жеља писаца да представе што већу мешавину мање заступљених ликова се огледа у сцени пилот-епизоде, где постоји одбор за ратовање састављен од Ђепета, Пинокија и Љутка. Хоровиц је објаснио:Једна од занимљивих ствари која се појавила са овим причама јесте размишљање о начинима на које ови ликови могу да ступе у интеракцију онако како никад пре нису. Од тада, сценаристи су додали још елемената, и повезујући их са Дизнијем, успели су да прошире универзум којим би додали свежијег материјала, указујући на то да би се он могао лако повезати са ликовима из Храбре Мериде и Залеђеног краљеврства у будућим епизодама, уколико добију дозволу од Дизнија. Poslednja epizoda treće sezone je predstavila Elzu u završnim minutima.
Главна идеја приче, убацивање кључних ликова из Снежане у стварни свет, већ је виђена наАБЦ телевизији краткотрајној комедији из осамдесетих,The Charmings. Серија је имала такође сличну идеју као десетогодишњи стрип-серијал Била Вилингама Фаблес (Бајке), за које је АБЦ телевизија откупила права у 2008. години, али никад није кренуло даље од планирања. Након Бајки, љубитељи су указали на контроверзно присвајање, писци серије су негирали повезаност, али су касније рекли да су прочитали пар бројева тог стрипа, али иако су оба концепта на истом терену, причају различите приче. Бил Вилингам је одговорио на контроверзу у једном интервјуу, где је рекао да није сматрао серију плагијаторском и да се они можда сећају да су тад читали Бајке, али нису хтели да помену то зато што смо постали веома парнички настројени

### Снимање
Серија се одвија у Ванкуверу. Село Стивстон у суседном граду Ричмонд
Током снимања, сви јарко обојени објекти (цвеће, итд.) су сакривени да појачају причу села пригушеног карактера. Поједини делови серије снимљени су у одвојеним студијима, укључујући и унутрашњост залагаонице Мр. Голда и Куле са сатом, која се не налази у Стивенстону.

### Подешавање
Стварна ширина и обим Зачаране шуме тренутно је непознат. Неколико различитих краљевства вођени од стране различитих владара, укључујући Снежаниног оца Краља Леополда (краљевством је касније управљала његова жена, сада удовица (Зла) краљица Реџина); Корин свекар Краљ Иксавиер; Отац принцезе Абигејл Краљ Мидас; отац принца Шармантног (тајно усвојен) краљ Џорџ (Шармантни принц и Снежана управљали су краљевством након што су њега свргнули са власти); Пепељугин свекар; и Сер Морис, Белин отац.
У првој сезони, Сторибрук, Мејн, је приказан као типичан град поред океана. Иако има фактор да је заробљен у времену, модерне погодности као што су ТВ и интернет су доступни. Због клетве, становници не могу да се сете како су дошли да живе ту или како су упознали једни друге. Они такође нису у стању да се усуде да пређу границу града Сторибрука. Када су ликови покушали да оду, нешто их је спречавало, као нпр. њихов аутомобил се поквари или се догоди нешто што би могло да их доведе у неку врсту опасности. Међутим, открили су да неки магични предмети који нису погођени клетвом и који су задржали своје моћи могу да им помогну да изађу у спољни свет.
Неки од ликова у серији су делимично или потпуно ослобођени клетве. Један од њих је Хенри, који је рођен годину дана пре него што је клетва бачена, у стварном свету. Он напушта Сторибрук у епизоди Пилот да би довео Ему из Бостона. Она сазнаје да је избегла клетву у чаробном ормару. Касније, представљени су Аугуст Бут (Пинокио) и Нил Кесиди (БелФајр). Аугуст је дошао у прави свет са Емом, ни њега није захватила клетва, а Нил је напустио Зачарану шуму крозпортал, много година пре него што је клетва бачена. Ређина, Мр. Голд и Џеферсон (Луди Шеширџија) су свесни проклетства и сећају се својих претходних живота. Такође нису захваћени ни Капетан Кука, Робин Худ, Зелена, Круела Де Вил и Урсула јер су били имуни или су путовали у друга царства. Други ликови, Исак, је такође имун јер је он аутор и може да пише свој пут кроз царства уместо да буде заробљен у књизи Некада Давно.
Са Еминим доласком, клетва је почела да слаби, време је наставило да тече, а Ређинино дрво јабука почело је да показује знакове крварења. Једном када је клетва разбијена, становници који су прешли градску границу остала су им њихова ново обновљена сећања, а сећања на ликове из бајке су им обрисани. Они се једино сећају њиховог идентитета из Сторибрука. Такође, они који имају моћи, изгубили би их ако пређу границу града, мада Зелена је била изузетак, јер су њене способности као вештице да путује кроз краљевства. Слабљење клетве омогућава људима из спољашњег света улазак у Сторибрук. Ликови који су дошли су Грег Мендел (који је, заједно са својим оцем био сведок доласка тог града 1983), а касније и Тамара (након што је пратила Аугуста из Хонг Конга). Епизода "Трик са шеширом" показује Земље Чуда Левиса Керола, Алисине Авантуре у Земљи Чуда. То показује да други светови или универзуми постоје; у цртаном филму Доктор, Др. Франкенштајн је за кратко време доведен у Зачарану шуму, а касније и у Сторибрук (као Др. Вејл) и он изражава забринутост да ли су сви светови нестали. Такође је откривено у епизоди Једна јабука, црвена као крв, да је могуће преузети једну ставку из Зачаране шуме и донети је у данашњи дан.
У другој сезони, откривено је да није цела Зачарана шума била под клетвом, због заштитне магије коју је бацила Кора. Преживели су били замрзнути 28 година и пробудили су се када је клетва разбијена. Они су себе сместили у сигурној луци, чекајући вести о судбини преосталих у Зачараној шуми. У сезони два, Грег Мендел и Тамара одвели су Хенрија у Недођију, након што су отворили портал уз помоћ магичног грашка. Оз је представљен током треће сезоне. Током четврте сезоне, откривено је да је Снежна краљица такође избегла клетву неком другом методом, и завршила у стварном свету као Сара Фишер, мајка која је одгајала Ему током њених тинејџерских година, и обрисала јој претходно сећање на њу пре него што се појавила у Сторибрук. Касније је Чаробњак отворио портал када је он случано послао Грданину ћерку, Лили, заједно са Урсулом и Круелом Де Вил у земљу без магије, након што је Емин потенцијал таме улио у Лили, да буде сигуран да ће Ема порасти и бити чистог срца. Друга клетва је такође променила начин на који свако може ући или изаћи из Сторибрука.

## Емитовање
Серија има дозволу за више од 190 земаља. У Аустралији, Некада давно први пут је емитован на телевизији Seven Network, са почетком 15. Маја 2012. У Канади се емитује CTV, од 23. октобра 2011. У Уједињеном Краљевству је емитовано на Channel 5, са почетком 1. априла 2012. Дана 17. децембра 2013, потврђено је да Channel 5, неће емитовати серију после треће сезоне у Уједињеном Краљевству. Дана 14. марта 2015, серија се вратила у Уједињено Краљевство, када је Нетфликс преузео шоу, и почео да приказује све сезоне на Нетфликсу и премијерно сваку нову епизоду приказује средом, после њиховог првог приказивања недељом на АБЦ.

## Оцене
Прва сезона је најбоље рангирана. Пилот епизоду су гледали 13 милиона гледалаца и добила је 4.0 рејтинг/дељења између 18 до 49 година старости. То је била највише рангирана сезона током година на АБЦ-у, чак највише рангирана у 5 година. Са ДВР гледаоцима, премијерно се попео на 15,5 милиона гледалаца и 5.2 рејтинг/дељења код одраслих особа између 18-49 година.
| Сезона | Приказ       | # Еп. | Премијера           | Премијера              | Премијера            | Финале        | Финале                 | Финале               | ТВ Сезона | Ранг | Гледалаца (у милионима) | 18–49 гледалаца (#ранг) | Узиво + ДВР гледаоци |
| Сезона | Приказ       | # Еп. | Датум               | Гледаоци (у милионима) | 18-49 рејтинг/дељење | Датум         | Гледаоци (у милионима) | 18-49 рејтинг/дељење | ТВ Сезона | Ранг | Гледалаца (у милионима) | 18–49 гледалаца (#ранг) | Узиво + ДВР гледаоци |
| ------ | ------------ | ----- | ------------------- | ---------------------- | -------------------- | ------------- | ---------------------- | -------------------- | --------- | ---- | ----------------------- | ----------------------- | -------------------- |
| 1      | Субота 20:00 | 22    | 23. октобар 2011.   | 12.93                  | 4.0/10               | 13. мај 2012. | 9.66                   | 3.3/10               | 2011–12   | #28  | 11.71                   | 4.1/10 (#18)            | 12.47                |
| 2      | Субота 20:00 | 22    | 30. септембар 2012. | 11.36                  | 3.9/10               | Maj 12, 2013  | 7.33                   | 2.3/7                | 2012–13   | #35  | 10.24                   | 3.6/9 (#18)             | 10.91                |
| 3      | Субота 20:00 | 22    | 29. септембар 2013. | 8.52                   | 2.6/7                | Maj 11, 2014  | 6.80                   | 2.3/7                | 2013–14   | #35  | 9.38                    | 3.3/8 (#12)             | 9.61                 |
| 4      | Субота 20:00 | 22    | 28. септембар 2014. | 9.47                   | 3.5/11               | Maj 10, 2015  | 5.51                   | 1.8/6                | 2014–15   | #50  | 8.98                    | 3.2/7 (#17)             | 9.20                 |
| 5      | Субота 20:00 | 23    | 27. септембар 2015. | 5.93                   | 1.8/5                |               | TБА                    | TБA                  | 2015–16   |      |                         |                         |                      |

## Награде и номинације
Некада давно је номинована 2012. заPeople's Choice Award, за нову омиљену ТВ драму. Шоу је номинован са 39. People's Choice Award у четири категорије:Favorite Network TV Drama, Favorite Sci-Fi/Fantasy Show, Favorite TV Fan Following, и Favorite TV Drama Actress (Џенифер Гудвин); Емисија је номинована за 40.People's Choice Awards, али је изгубила од Лепотице и звери и Вампирских дневника. Шоу је такође номинован и за Best Genre Серије на 2011 Satellite Awards, али је изгубила од Америчке хорор приче. Шоу је поново номинован у овој категорији на 2011Satellite Awards, али је изгубила од Ходања мртвих.